# Segunda División Peruana 1959
La Segunda División Peruana 1959, la 17ª edición del torneo, fue jugada por diez equipos. Se jugó desde 20 de junio de 1959 y culmina el domingo 1 de noviembre del mismo año. El goleador del torneo fue Héctor Aliaga de la Unidad Vecinal N.º 3 con 15 tantos.
Mariscal Sucre ingresó al torneo motivo a ser el equipo descendido del año pasado, desde la Primera División 1958.
El ganador del torneo, Mariscal Sucre, logró el ascenso a la Primera División de 1960 mientras que San Antonio de  perdió la categoría al haber ocupado el último lugar.

## Ascensos y descensos
| Posición | Ascendido a Primera División 1959 |
| -------- | --------------------------------- |
| 1º       | Unión América                     |

| Posición | Descendido de Primera División 1958 |
| -------- | ----------------------------------- |
| 10º      | Mariscal Sucre                      |

| Posición | Ascendido de Liguilla de Ascenso 1958 |
| -------- | ------------------------------------- |
| 1º       | San Antonio                           |

| Posición | Descendido a Liga de Balnearios 1959 |
| -------- | ------------------------------------ |
| 10º      | Association Chorrillos               |

## Equipos participantes
| Club                 | Ciudad     | Entrenador        |
| -------------------- | ---------- | ----------------- |
| Carlos Concha        | Callao     |                   |
| Defensor Arica       | Lima       |                   |
| Defensor Lima        | Lima       |                   |
| Juventud Gloria      | Lima       | Agapito Perales   |
| KDT Nacional         | Callao     | Alberto Baldovino |
| Mariscal Sucre       | Lima       |                   |
| Porvenir Miraflores  | Miraflores | Juan Ulloa        |
| San Antonio          | Miraflores |                   |
| Santiago Barranco    | Barranco   |                   |
| Unidad Vecinal N.º 3 | Lima       |                   |

## Tabla de posiciones
| #  | Club                 | PJ | PG | PE | PP | PTS |
| -- | -------------------- | -- | -- | -- | -- | --- |
| 1  | Mariscal Sucre       | 18 | 11 | 4  | 3  | 26  |
| 2  | KDT Nacional         | 18 | 10 | 4  | 4  | 24  |
| 3  | Porvenir Miraflores  | 18 | 9  | 4  | 5  | 22  |
| 4  | Juventud Gloria      | 18 | 8  | 4  | 6  | 20  |
| 5  | Santiago Barranco    | 18 | 7  | 4  | 7  | 18  |
| 6  | Carlos Concha        | 18 | 7  | 4  | 7  | 18  |
| 7  | Defensor Lima        | 18 | 6  | 5  | 7  | 17  |
| 8  | Unidad Vecinal N.º 3 | 18 | 5  | 4  | 9  | 14  |
| 9  | Defensor Arica       | 18 | 5  | 2  | 11 | 12  |
| 10 | San Antonio          | 18 | 4  | 5  | 13 | 9   |

|  | Campeón y ascendido a la Primera División de 1960 |
|  | Descendido a la Liga de Balnearios 1960           |
| Perú                     |
| Campeón                  |
| Mariscal Sucre 1º título |